# كريس جاسبر
كريس جاسبر (بالإنجليزية: Chris Jasper)‏ هو ملحن أمريكي، ولد في 30 ديسمبر 1951 في سينسيناتي في الولايات المتحدة.

## وصلات خارجية
- الموقع الرسمي
- كريس جاسبر على موقع IMDb (الإنجليزية)
- كريس جاسبر على موقع ميوزك برينز (الإنجليزية)
- كريس جاسبر على موقع أول ميوزيك (الإنجليزية)
- كريس جاسبر على موقع ديسكوغز (الإنجليزية)